# A Bachelor's Finish
Pour plus de détails, voir Fiche technique et Distribution.
A Bachelor's Finish est un film américain réalisé par John Francis Dillon, sorti en 1917.

## Fiche technique
- Titre original : A Bachelor's Finish
- Réalisation : John Francis Dillon
- Photographie : Errol Hinds
- Production : Mack Sennett
- Société de production : Keystone
- Société de distribution : Keystone
- Pays d’origine :  États-Unis
- Langue originale : anglais
- Format : noir et blanc — 35 mm — 1,37:1 — Film muet
- Genre : Comédie
- Durée : une bobine
- Date de sortie :
  - États-Unis : 25 février 1917
- Licence : domaine public

## Distribution
- John Francis Dillon
- Lillian Biron
- Earle Rodney
- David Porter
- Della Pringle
- Marvin Loback